# 12-Stunden-Rennen von Sebring 2023

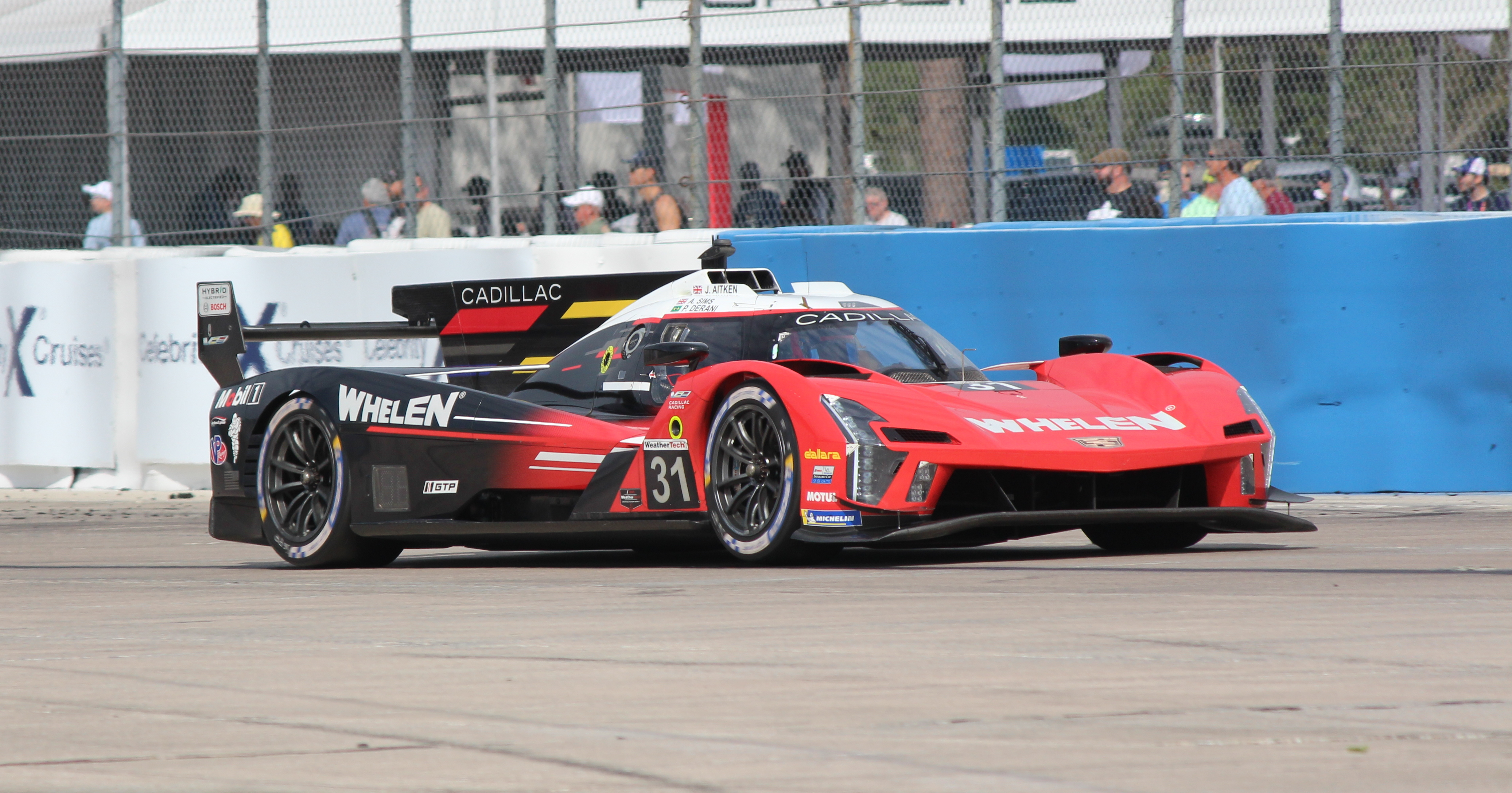
Siegerwagen Cadillac V-Series.R mit der Startnummer 31, gefahren von Jack Aitken, Luís Felipe Derani und Alexander Sims

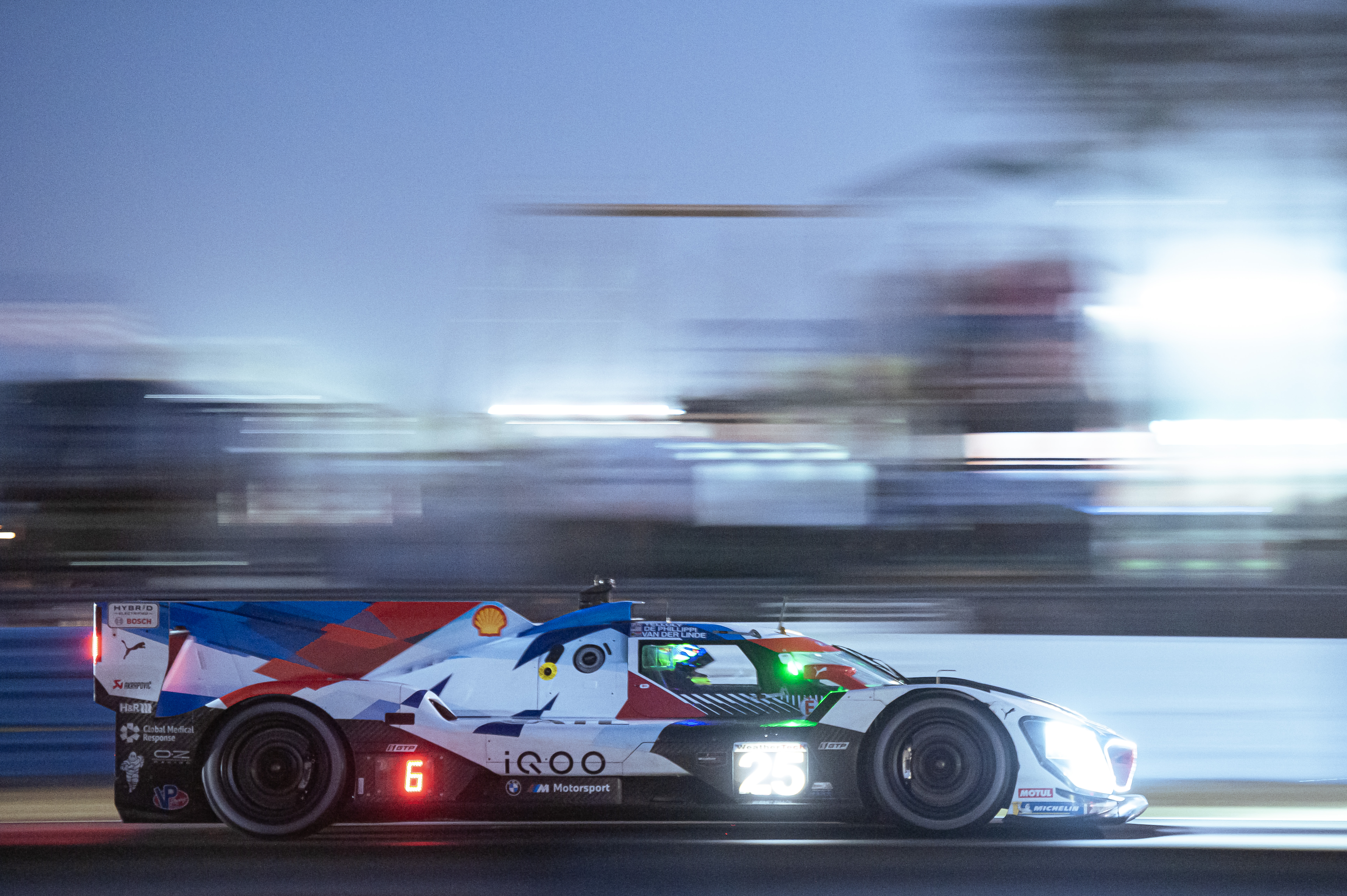
Der zweitplatzierte BMW M Hybrid V8 von Connor De Phillippi, Sheldon van der Linde und Nick Yelloly in der Nacht

Das 71. 12-Stunden-Rennen von Sebring, auch 71th Mobil 1 Twelve Hours of Sebring Presented by Advance Auto Parts, fand am 18. und 19. März 2023 auf dem Sebring International Raceway statt und war der zweite Wertungslauf der IMSA WeatherTech SportsCar Championship dieses Jahres.

## Das Rennen
Eine Kollision der drei führenden Fahrzeuge 15 Minuten vor Rennschluss war der Höhepunkt eines spannenden 12-Stunden-Rennens. Vorher, nach einer Fahrzeit von 11 Stunden und 30 Minuten war die elfte von zwölf Safety-Car-Phasen zu Ende gegangen. Zu diesem Zeitpunkt führte Jack Aitken im Cadillac V-Series.R vor dem Porsche 963 von Mathieu Jaminet, dem Acura ARX-06 von Filipe Albuquerque und dem zweiten Penske-Porsche mit Felipe Nasr am Steuer. Dahinter fuhr Nick Yelloly im BMW M Hybrid V8. Nach der Rennfreigabe fiel Aitken an die vierte Stelle zurück und erstmals im Rennen lag ein Porsche in Führung. Im dichten Überrundungsverkehr versuchte Albuquerque in Turn 1 Jaminet links zu überholen. Jaminet fuhr ebenfalls nach links, da vor ihm zwei GT-Fahrzeuge nebeneinander fuhren. Dabei übersah er den Acura und es kam zu einer leichten Berührung der beiden Wagen mit unglücklichem Ausgang. Albuquerque geriet aufs Gras neben der Fahrbahn und prallte mit hohem Tempo in Turn 3 schräg in den Jaminet-Porsche. Zwischen GT-Wagen eingeklemmt konnte Nasr nicht mehr ausweichen und fuhr mit seinem Porsche über den Vorderwagen des Teamkollegen. Für alle drei Rennwagen war das Rennen zu Ende. Dazu die Fahrer nach dem Rennen. Filipe Albuquerque: „Ich habe es in Kurve 1 außen versucht, aber den Grip vorne verloren. Ich war überrascht, dass er nicht nach links gezogen ist und bin mit viel Risiko reingestochen. Er hat mich nicht gesehen und zum ersten Mal getroffen. Dadurch war ich mit zwei Rädern im Gras, konnte es aber noch kontrollieren und bremsen. Aber dann hat er mich ein zweites Mal getroffen und das war brutal. Da bin ich komplett im Gras gelandet und war nur noch Passagier. Ich stand auf der Bremse, schloss die Augen und wusste nicht, wen ich rammte. Dann wurde ich noch mal getroffen, das war ziemlich heftig. Aber die Autos sind sehr sicher gebaut.“ Mathieu Jaminet erklärte nach dem Rennen: „Ich wusste nicht, dass er da war. Als ich gemerkt habe, dass er da ist, habe ich versucht, nach rechts auszuweichen. Aber er war schon im Gras und ich habe die Kontrolle verloren. Das ist sehr schade und es tut mir leid für die #10. Ich habe mich sofort bei Filipe entschuldigt, als ich aus dem Auto gestiegen bin, und er hat sich auch dafür entschuldigt, dass er es im Gras versucht hat.“ Sowohl für die Fahrer als auch für die Rennleitung war die Kollision ein bedauerlicher Rennunfall, sodass gegenseitige Beschuldigungen und Strafen ausblieben.
Fünf Minuten vor dem Ablauf der 12-Stunden-Distanz wurde das Rennen noch einmal freigegeben und Jack Aitken fuhr sicher zum Gesamtsieg, dahinter Nick Yelloly, der für BMW die erste Podiumsplatzierung der LMDh-Ära einfuhr. An der dritten Stelle platzierte sich der beste LMP2-Wagen, mit John Farano, Scott McLaughlin und Kyffin Simpson am Steuer eines Oreca 07.
Während es für den Debütanten Jack Aitken und dessen Teamkollegen Alexander Sims der erste Sebring-Gesamtsieg war, gewann Luís Felipe Derani nach 2016, 2018 und 2019 das Rennen bereits zum vierten Mal.

## Ergebnisse

### Schlussklassement
| 1           | GTP     | 31  | Whelen Engineering Racing                   | Jack Aitken Luís Felipe Derani Alexander Sims          | Cadillac V-Series.R           | 322 |
| 2           | GTP     | 25  | BMW M Team RLL                              | Connor De Phillippi Sheldon van der Linde Nick Yelloly | BMW M Hybrid V8               | 322 |
| 3           | LMP2    | 8   | Tower Motorsports                           | John Farano Scott McLaughlin Kyffin Simpson            | Oreca 07                      | 318 |
| 4           | LMP2    | 11  | TDS Racing                                  | Scott Huffaker Mikkel Jensen Steven Thomas             | Oreca 07                      | 318 |
| 5           | LMP2    | 18  | Era Motorsport                              | Ryan Dalziel Dwight Merriman Christian Rasmussen       | Oreca 07                      | 318 |
| 6           | LMP2    | 52  | PR1 Mathiasen Motorsports                   | Paul-Loup Chatin Ben Keating Alex Quinn                | Oreca 07                      | 318 |
| 7           | LMP2    | 04  | CrowdStrike Racing by APR                   | Ben Hanley George Kurtz Nolan Siegel                   | Oreca 07                      | 318 |
| 8           | LMP2    | 20  | High Class Racing                           | Dennis Andersen Anders Fjordbach Ed Jones              | Oreca 07                      | 317 |
| 9           | LMP3    | 74  | Riley Motorsports                           | Josh Burdon Felipe Fraga Gar Robinson                  | Ligier JS P320                | 309 |
| 10          | LMP3    | 13  | AWA                                         | Matthew Bell Orey Fidani Lars Kern                     | Duqueine M30 - D08            | 308 |
| 11          | LMP3    | 85  | JDC-Miller MotorSports                      | Till Bechtolsheimer Dan Goldberg Tijmen van der Helm   | Duqueine M30 - D08            | 308 |
| 12          | LMP3    | 17  | AWA                                         | Wayne Boyd Anthony Mantella Nicolás Varrone            | Duqueine M30 - D08            | 307 |
| 13          | LMP3    | 4   | Ave Motorsports                             | Trenton Estep Tõnis Kasemets Seth Lucas                | Ligier JS P320                | 306 |
| 14          | GTD-Pro | 9   | Pfaff Motorsports                           | Klaus Bachler Patrick Pilet Laurens Vanthoor           | Porsche 911 GT3 R (992)       | 303 |
| 15          | GTD-Pro | 14  | Vasser Sullivan Racing                      | Ben Barnicoat Jack Hawksworth Kyle Kirkwood            | Lexus RC F GT3                | 303 |
| 16          | GTD-Pro | 79  | WeatherTech Racing                          | Maro Engel Jules Gounon Daniel Juncadella              | Mercedes-AMG GT3 Evo          | 303 |
| 17          | GTD-Pro | 63  | Iron Lynx                                   | Romain Grosjean Jordan Pepper Franck Perera            | Lamborghini Huracán GT3 Evo 2 | 303 |
| 18          | GTD-Pro | 3   | Corvette Racing                             | Antonio García Tommy Milner Jordan Taylor              | Chevrolet Corvette C8.R GTD   | 303 |
| 19          | GTD-Pro | 62  | Risi Competizione                           | Gabriel Casagrande Davide Rigon Daniel Serra           | Ferrari 296 GT3               | 303 |
| 20          | GTD-Pro | 95  | Turner Motorsport                           | Bill Auberlen Chandler Hull John Edwards               | BMW M4 GT3                    | 302 |
| 21          | GTP     | 60  | Meyer Shank Racing with Curb-Agajanian      | Tom Blomqvist Colin Braun Hélio Castroneves            | Acura ARX-06                  | 301 |
| 22          | GTD     | 1   | Paul Miller Racing                          | Corey Lewis Bryan Sellers Madison Snow                 | BMW M4 GT3                    | 301 |
| 23          | GTD     | 96  | Turner Motorsport                           | Michael Dinan Robby Foley Patrick Gallagher            | BMW M4 GT3                    | 301 |
| 24          | GTD     | 92  | Kelly-Moss with Riley                       | Julien Andlauer David Brule Alec Udell                 | Porsche 911 GT3 R (992)       | 301 |
| 25          | GTD     | 70  | Inception Racing                            | Brendan Iribe Ollie Millroy Frederik Schandorff        | McLaren 720S GT3 Evo          | 301 |
| 26          | GTD     | 12  | Vasser Sullivan Racing                      | Frankie Montecalvo Aaron Telitz Parker Thompson        | Lexus RC F GT3                | 301 |
| 27          | GTD     | 16  | Wright Motorsports                          | Ryan Hardwick Jan Heylen Zacharie Robichon             | Porsche 911 GT3 R (992)       | 301 |
| 28          | GTD     | 91  | Kelly-Moss with Riley                       | Jaxon Evans Alan Metni Kay van Berlo                   | Porsche 911 GT3 R (992)       | 301 |
| 29          | GTD     | 77  | Wright Motorsports                          | Alan Brynjolfsson Trent Hindman Maxwell Root           | Porsche 911 GT3 R (992)       | 301 |
| 30          | GTD     | 44  | Magnus Racing                               | Andy Lally John Potter Spencer Pumpelly                | Aston Martin Vantage AMR GT3  | 301 |
| 31          | GTD     | 32  | Team Korthoff Motorsports                   | Mikaël Grenier Kenton Koch Mike Skeen                  | Mercedes-AMG GT3 Evo          | 301 |
| 32          | GTD     | 83  | Iron Dames                                  | Sarah Bovy Rahel Frey Michelle Gatting                 | Lamborghini Huracán GT3 Evo 2 | 300 |
| 33          | GTD     | 66  | Gradient Racing                             | Katherine Legge Marc Miller Sheena Monk                | Acura NSX GT3 Evo22           | 298 |
| 34          | GTD-Pro | 23  | Heart of Racing Team                        | Ross Gunn David Pittard Alex Riberas                   | Aston Martin Vantage AMR GT3  | 297 |
| 35          | GTD     | 21  | AF Corse                                    | Francesco Castellacci Simon Mann Miguel Molina         | Ferrari 296 GT3               | 294 |
| 36          | LMP3    | 38  | Performance Tech Motorsports                | Christopher Allen Robert Mau Tristan Nunez             | Ligier JS P320                | 93  |
| 37          | GTD     | 47  | Cetilar Racing                              | Antonio Fuoco Roberto Lacorte Giorgio Sernagiotto      | Ferrari 296 GT3               | 290 |
| 38          | GTD     | 80  | AO Racing Team                              | P. J. Hyett Gunnar Jeannette Sebastian Priaulx         | Porsche 911 GT3 R (992)       | 285 |
| 39          | LMP3    | 33  | Sean Creech Motorsports                     | João Barbosa Nico Pino Lance Willsey                   | Ligier JS P320                | 283 |
| Ausgefallen |         |     |                                             |                                                        |                               |     |
| 40          | GTP     | 6   | Porsche Penske Motorsport                   | Dane Cameron Mathieu Jaminet Nick Tandy                | Porsche 963                   | 315 |
| 41          | GTP     | 10  | Wayne Taylor Racing with Andretti Autosport | Filipe Albuquerque Louis Delétraz Ricky Taylor         | Acura ARX-06                  | 315 |
| 42          | GTP     | 7   | Porsche Penske Motorsport                   | Matt Campbell Michael Christensen Felipe Nasr          | Porsche 963                   | 315 |
| 43          | LMP2    | 51  | Rick Ware Racing                            | Devlin DeFrancesco Pietro Fittipaldi Eric Lux          | Oreca 07                      | 289 |
| 44          | GTD     | 27  | Heart of Racing Team                        | Roman De Angelis Ian James Marco Sørensen              | Aston Martin Vantage AMR GT3  | 287 |
| 45          | LMP3    | 30  | Jr III Racing                               | Ari Balogh Dakota Dickerson Garett Grist               | Ligier JS P320                | 282 |
| 46          | GTD     | 78  | Forte Racing Powered by US RaceTronics      | Misha Goikhberg Benjamin Hites Loris Spinelli          | Lamborghini Huracán GT3 Evo 2 | 279 |
| 47          | GTP     | 01  | Cadillac Racing                             | Sébastien Bourdais Scott Dixon Renger van der Zande    | Cadillac V-Series.R           | 241 |
| 48          | LMP3    | 36  | Andretti Autosport                          | Jarett Andretti Gabby Chaves Glenn van Berlo           | Ligier JS P320                | 230 |
| 49          | GTD     | 57  | Winward Racing                              | Indy Dontje Philip Ellis Russell Ward                  | Mercedes-AMG GT3 Evo          | 198 |
| 50          | GTD     | 93  | Racers Edge Motorsports with WTR            | Danny Formal Ashton Harrison Kyle Marcelli             | Acura NSX GT3 Evo22           | 186 |
| 51          | GTP     | 24  | BMW M Team RLL                              | Philipp Eng Augusto Farfus Marco Wittmann              | BMW M Hybrid V8               | 172 |
| 52          | LMP2    | 35  | TDS Racing                                  | François Hériau Josh Pierson Giedo van der Garde       | Oreca 07                      | 132 |
| 53          | GTD     | 023 | Triarsi Competizione                        | Alessio Rovera Charlie Scardina Onofrio Triarsi        | Ferrari 296 GT3               | 95  |

### Nur in der Meldeliste
Zu diesem Rennen sind keine weiteren Meldungen bekannt.

### Klassensieger
| Klasse  | Fahrer        | Fahrer             | Fahrer           | Fahrzeug                | Platzierung im Gesamtklassement |
| ------- | ------------- | ------------------ | ---------------- | ----------------------- | ------------------------------- |
| GTP     | Jack Aitken   | Luís Felipe Derani | Alexander Sims   | Cadillac V-Series.R     | Gesamtsieg                      |
| LMP2    | John Farano   | Scott McLaughlin   | Kyffin Simpson   | Oreca 07                | Rang 3                          |
| LMP3    | Josh Burdon   | Felipe Fraga       | Gar Robinson     | Ligier JS P320          | Rang 9                          |
| GTD-Pro | Klaus Bachler | Patrick Pilet      | Laurens Vanthoor | Porsche 911 GT3 R (992) | Rang 14                         |
| GTD     | Corey Lewis   | Bryan Sellers      | Madison Snow     | BMW M4 GT3              | Rang 22                         |

### Renndaten
- Gemeldet: 53
- Gestartet: 53
- Gewertet: 39
- Rennklassen: 5
- Zuschauer: unbekannt
- Wetter am Renntag: trocken und warm
- Streckenlänge: 6,019 km
- Fahrzeit des Siegerteams: 12:00:53,382 Stunden
- Gesamtrunden des Siegerteams: 322
- Gesamtdistanz des Siegerteams: 1938,118 km
- Siegerschnitt: unbekannt
- Pole Position: Luís Felipe Derani – Acura ARX-06 (#31) – 1:45,836
- Schnellste Rennrunde: Renger van der Zande – Cadillac V-Series.R (#02) – 1:48,311 = 200,050 km/h
- Rennserie: 2. Lauf zur IMSA WeatherTech SportsCar Championship 2023